# Proteus Airlines
"Laissez-nous vous faire gagner votre temps" (1994/1995)
Proteus Airlines (initialement appelée Proteus) est une ancienne compagnie aérienne française créée en décembre 1986. Elle effectuait des liaisons régionales, avait son siège à Saint-Apollinaire, Côte-d'Or, et était basée à Lyon.

## Histoire

Logo de Bourgogne Air Maintenance, filiale de Proteus.

Logo de Proteus en 1991.

- 1986 : création de Proteus Air System en décembre sur le créneau de l'aviation d'affaires partagée à savoir par un abonnement qui ouvre la possibilité pour une entreprise d'affréter elle-même des destinations, en partageant éventuellement les coûts avec un autre abonné[3].
- 1988 : la compagnie obtient son premier certificat de transport aérien pour l’exploitation d’un Beechcraft King Air.
- 1990 : trois nouvelles lignes sont ouvertes au départ de Dijon.
- 1992: Depuis août, création de la filiale Bourgogne Air Maintenance sur l'aéroport de Dijon-Longvic pour l'entretien et réparation des aéronefs de Proteus Airlines System[3].
- 1994: Proteus exploite les lignes Lille - Dijon, Lille - Londres (Stansted).
- 1995 : Reprise des actifs et du fonds de commerce de la compagnie Air Transport Pyrénées placée en redressement judiciaire par le Tribunal de commerce de Pau. Proteus hérite alors des lignes régulières Pau - Nantes, Saint-Etienne -Toulouse et Castres - Rodez - Lyon[4],[5].
- 1996 : Proteus Airlines System change de nom et se nomme désormais Proteus Airlines. Air France confie à Proteus Airlines l’exploitation de lignes nationales et internationales[6] avec deux Dornier 328 à la suite de la signature d'un accord de franchise. Une ligne sous obligation de service public (OSP) Lyon-Lorient est ouverte en Beechcraft 1900.
- Avril 1996: Ouverture de la ligne Dijon - Londres en vol direct.
- 1997 : Proteus Airlines regroupe l’ensemble de ses activités opérationnelles et techniques à l'aéroport de Lyon-Satolas (aujourd'hui aéroport Lyon-Saint-Exupéry) et crée une direction des opérations aériennes afin d’encadrer les services d’exploitation. De février 1997 à juillet 1998 le nombre de vols quotidiens s’accroît, passant de 14 à plus de 120. Le 10 juin 1997, la restructuration de la DAC Centre-Est entraîne cet organisme à faire un audit de la compagnie, qui donne un résultat satisfaisant.
- Juin 1997: Proteaus Airlines est la première compagnie au monde à commander le tout nouveau Fairchild-Dornier 328 JET à l'occasion du Salon du Bourget[6].
- 15 juillet 1997: Création d'un hub sur l'aéroport de Saint-Etienne en concurrence avec le hub de Régional Airlines à Clermont-Ferrand[7],[8]. Ouverture de la ligne Dijon - Saint-Etienne - Nice[6].
- 1er septembre 1997 : Accord de franchise avec Air France sur la ligne Chambéry-Paris[6],[9].
- Novembre 1997: la compagnie américaine Delta Air Lines prend 34 % du capital de Proteus[10],[11],[12].
- 14 septembre 1998: 1er vol et accord de franchise avec Air France du Toulouse - Strasbourg réalisé en Dornier 328[13].
- 26 Octobre 1998 : Proteus reprend pour Air France la ligne Castres - Paris qu'elle exploitait déjà auparavant[14],[15].
- 1999 : En octobre 1999, Proteus Airlines achète via un financement en obligations convertibles en actions de la filiale Air France finances, la compagnie régionale française Flandre Air[16]. Les deux compagnies sont présidées et dirigées par Marc Dugain[17].
- 2000 : Proteus Airlines et Flandre Air sont toutes deux regroupées sous le nom Proteus Airlines. La nouvelle structure possède 38 appareils pour 210 vols quotidiens, transporte 404 000 passagers (1999) pour un chiffre d'affaires de 700 000 millions de francs (1999) et 680 salariés[18]. Les obligations convertibles en actions peuvent amener Air France à détenir 42% du capital de Proteus[18].
- 2000: Air France rachète Régional, prend le contrôle de Brit Air et entre au capital de Proteus Airlines[19].
- 2001 : En mars 2001, Proteus Airlines fusionne avec Flandre Air et Regional Airlines pour donner naissance à la nouvelle compagnie filiale du groupe Air France nommée Régional Compagnie Aérienne Européenne[20],[21] dirigée par Jacques Bankir[22].

## Accident
Le 30 juillet 1998, un Beechcraft 1900 D neuf, immatriculé F-GSJM de Proteus Airlines, effectuant la liaison régulière Lyon-Lorient, entre en collision avec un Cessna 177 immatriculé F-GAJE. L'accident provoquera la mort de 15 personnes. L'enquête déterminera que la responsabilité de l'accident est imputée aux pilotes du vol Proteus.

## Galerie photographique

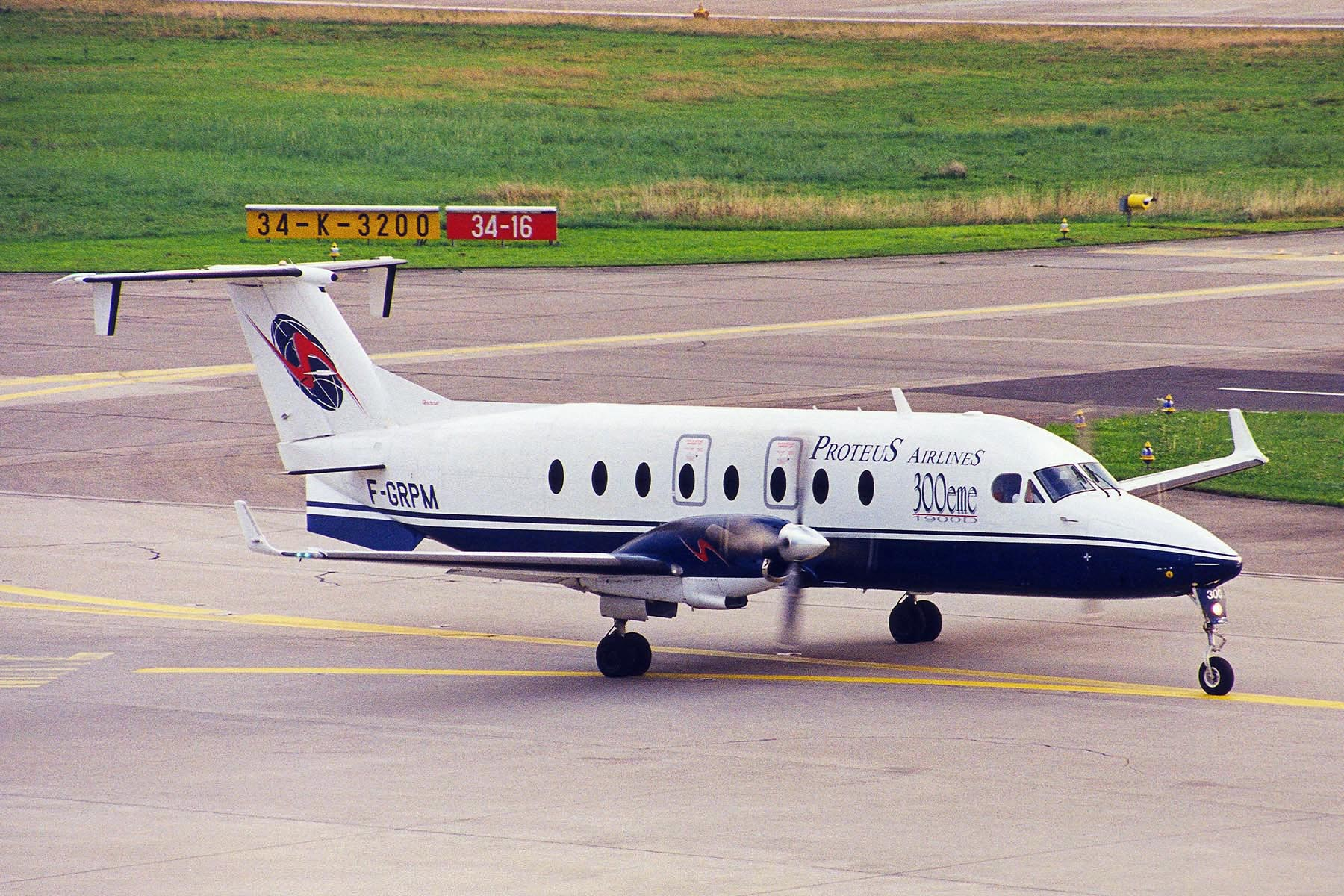
Beechcraft 1900D immatriculé F-GRPM en 2012.
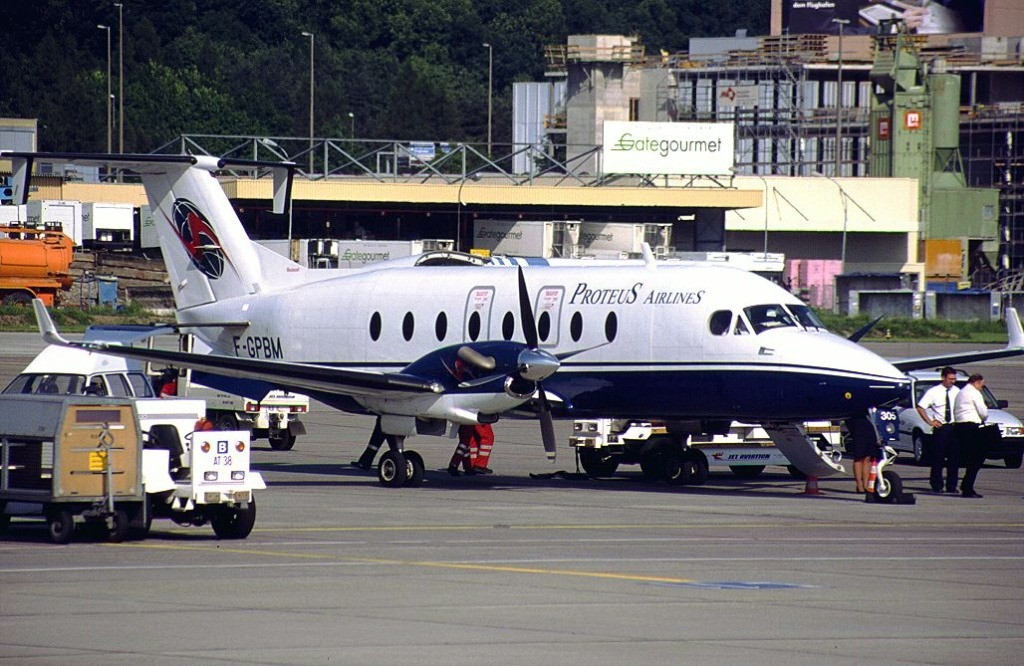
Raytheon-Beechcraft 1900D immatriculé F-GPBM à Zurich en 1999.
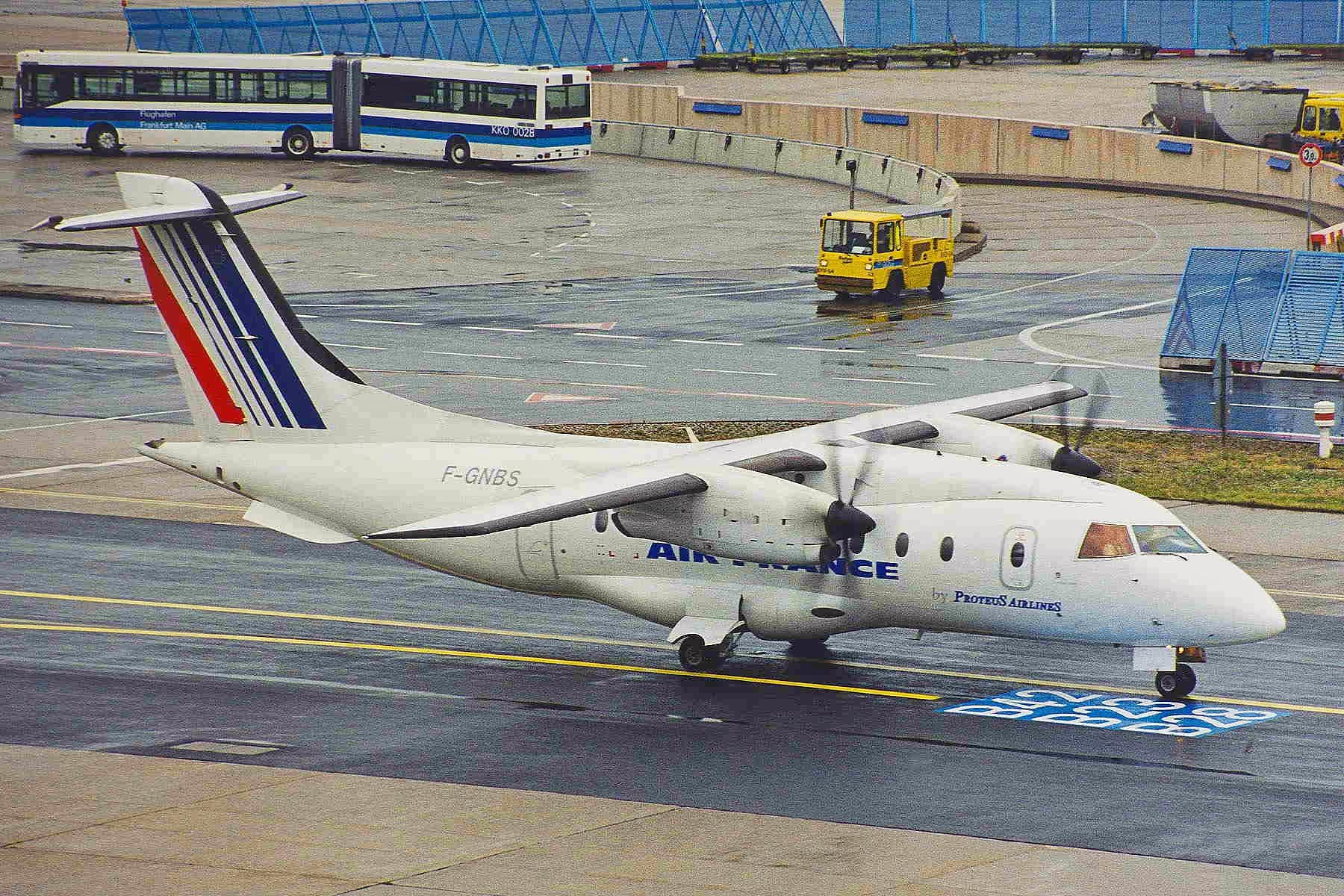
Dornier 328 de Proteus Airlines F-GNBS aux couleurs d'Air France en 1998.
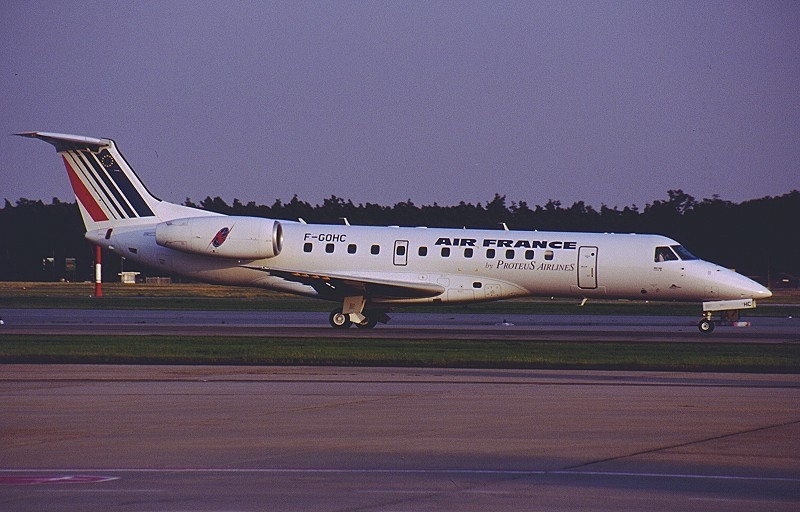
Embraer ERJ-135ER de Proteus_Airlines aux couleurs d'Air France en 2000 à Frankfurt.
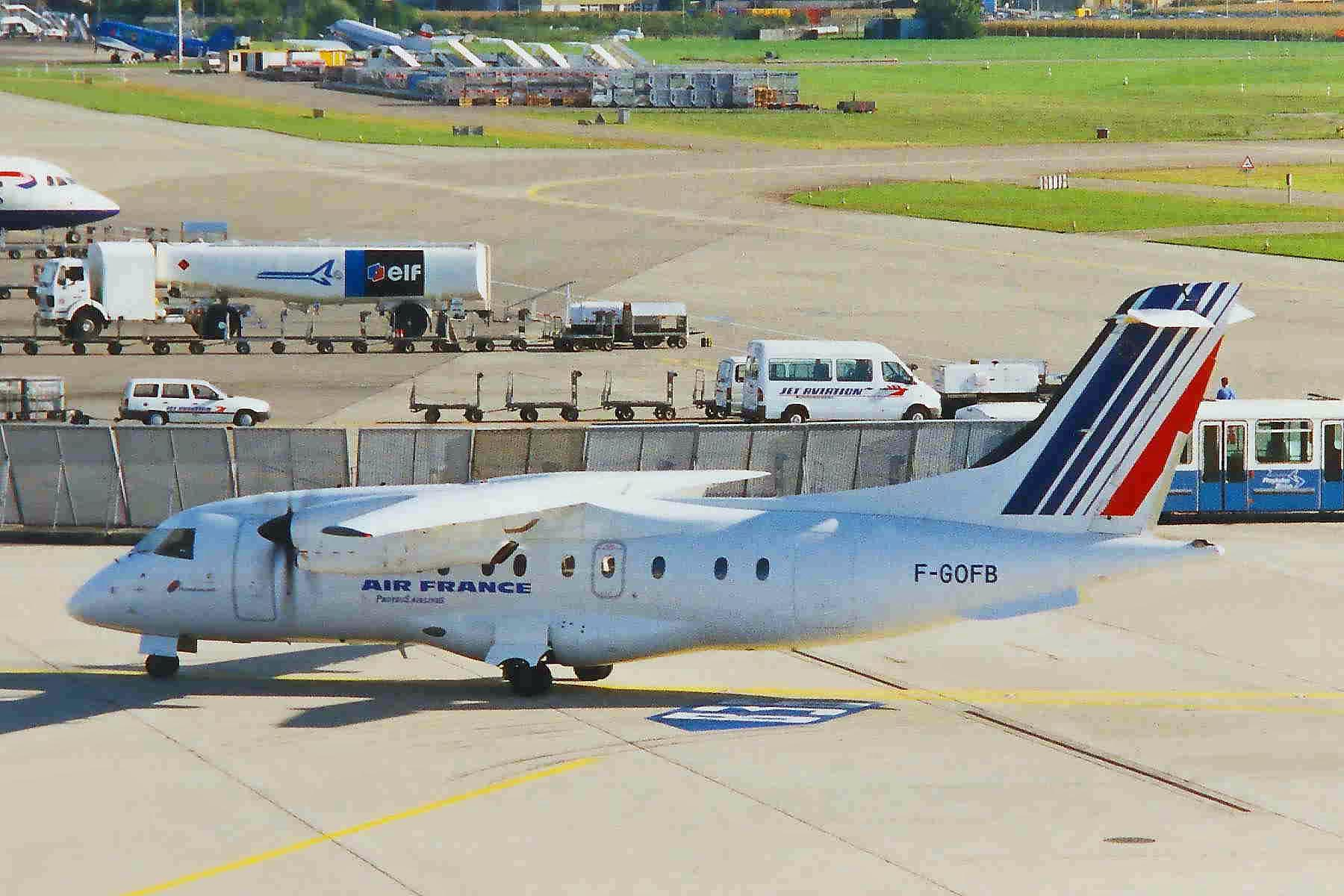
Dornier 328 immatriculé F-GOFB aux couleurs d'Air France le 8 février 2012.